# Collegio di Wells
Wells è stato un collegio elettorale inglese situato nel Somerset e rappresentato alla camera dei Comuni del parlamento del Regno Unito. Eleggeva un membro del parlamento con il sistema maggioritario a turno unico; il collegio è stato abolito in occasione della revisione periodica del 2024.

## Estensione
- 1885-1918: il Municipal Borough di Wells e le divisioni sessionali di Axbridge e Wells (eccetto la parrocchia civile di Binegar).
- 1918-1950: i Municipal Borough di Glastonbury e  Wells, i distretti urbani di Shepton Mallet e Street, i distretti rurali di Shepton Mallet, Wells e Wincanton, e nel Distretto rurale di Frome le parrocchie civili di Cloford, Marston Bigot, Nunney, Wanstrow, Whatley e Witharn Friary.
- 1950-1983: i Municipal Borough di Glastonbury e Wells, i distretti urbani di Frome, Shepton Mallet e Street, e i distretti rurali di Frome, Shepton Mallet, Wells e Wincanton.
- 1983-2010: i ward del distretto di Mendip di Ashwick, Avalon, Chilcompton and Ston Easton, Ebbor, Glastonbury St Benedict's, Glastonbury St Edmund's, Glastonbury St John's, Glastonbury St Mary's, Moor, Nedge, Pylcombe, Rodney, Sheppey, Shepton Mallet, Street North, Street South, Wells Central, Wells St Cuthbert's e Wells St Thomas, e i ward del distretto di Sedgemoor di Axbridge, Axe Vale, Berrow, Brent, Burnham North, Burnham South, Cheddar, Highbridge, Mark, Shipham e Wedmore.
- 2010-2024: i ward del distretto di Mendip di Ashwick and Ston Easton, Avalon, Chilcompton, Glastonbury St Benedict’s, Glastonbury St Edmund’s, Glastonbury St John’s, Glastonbury St Mary’s, Knowle, Moor, Nedge, Pylcombe, Rodney and Priddy, St Cuthbert Out North and West, Shepton East, Shepton West, Street North, Street South, Street West, Wells Central, Wells St Cuthbert’s e Wells St Thomas, e i ward del distretto di Sedgemoor di Axbridge, Axe Vale, Berrow, Brent North, Burnham North, Burnham South, Cheddar and Shipham, Highbridge, Knoll e Wedmore and Mark.

## Membri del parlamento dal 1885
| Elezione | Elezione                | Deputato            | Partito             |
| -------- | ----------------------- | ------------------- | ------------------- |
|          | 1885                    | Richard Paget       | Conservatore        |
| 1895     | Hylton Jolliffe         |                     | Conservatore        |
| 1899 (S) | Robert Edmund Dickinson |                     | Conservatore        |
|          | 1906                    | Thomas Ball Silcock | Liberale            |
|          | 1910                    | George Sandys       | Conservatore        |
| 1918     | Harry Greer             |                     | Conservatore        |
| 1922     | Robert Bruford          |                     | Conservatore        |
|          | 1923                    | Arthur Hobhouse     | Liberale            |
|          | 1924                    | Robert Sanders      | Conservatore        |
| 1929     | Anthony Muirhead        |                     | Conservatore        |
| 1939 (S) | Dennis Coleridge Boles  |                     | Conservatore        |
| 1951     | Lynch Maydon            |                     | Conservatore        |
| 1970     | Robert Boscawen         |                     | Conservatore        |
| 1983     | David Heathcoat-Amory   |                     | Conservatore        |
|          | 2005                    | Tessa Munt          | Liberal Democratici |
|          | 2015                    | James Heappey       | Conservatore        |
|          | 2024                    | Collegio abolito    | Collegio abolito    |

### Elezioni negli anni 2010
| Partito                    | Partito                                   | Candidato                  | Risultati 12 dicembre 2019 | Risultati 12 dicembre 2019 |
| Partito                    | Partito                                   | Candidato                  | Voti                       | %                          |
| -------------------------- | ----------------------------------------- | -------------------------- | -------------------------- | -------------------------- |
|                            | Conservatore                              | James Heappey              | 33 336                     | 54,09                      |
|                            | Lib Dem                                   | Tessa Munt                 | 23 345                     | 37,88                      |
|                            | Laburista                                 | Kama McKenzie              | 4 304                      | 6,98                       |
|                            | Indipendente                              | Dave Dobbs                 | 373                        | 0,61                       |
|                            | Motherworld Party                         | Susie Quatermass           | 270                        | 0,44                       |
|                            |                                           |                            |                            |                            |
| Iscritti                   | Iscritti                                  | Iscritti                   | 84 124                     | 100,00                     |
| ↳ Votanti (% su iscritti)  | ↳ Votanti (% su iscritti)                 | ↳ Votanti (% su iscritti)  | 61 840                     | 73,51                      |
| ↳ Astenuti (% su iscritti) | ↳ Astenuti (% su iscritti)                | ↳ Astenuti (% su iscritti) | 22 284                     | 26,49                      |
|                            |                                           |                            |                            |                            |
|                            | Esito: collegio confermato a Conservatore |                            |                            |                            |

| Partito                    | Partito                                   | Candidato                  | Risultati 8 giugno 2017 | Risultati 8 giugno 2017 |
| Partito                    | Partito                                   | Candidato                  | Voti                    | %                       |
| -------------------------- | ----------------------------------------- | -------------------------- | ----------------------- | ----------------------- |
|                            | Conservatore                              | James Heappey              | 30 488                  | 50,11                   |
|                            | Lib Dem                                   | Tessa Munt                 | 22 906                  | 37,65                   |
|                            | Laburista                                 | Andy Merryfield            | 7 129                   | 11,72                   |
|                            | Popoli Cristiani                          | Lorna Corke                | 320                     | 0,53                    |
|                            |                                           |                            |                         |                         |
| Iscritti                   | Iscritti                                  | Iscritti                   | 82 275                  | 100,00                  |
| ↳ Votanti (% su iscritti)  | ↳ Votanti (% su iscritti)                 | ↳ Votanti (% su iscritti)  | 60 843                  | 73,95                   |
| ↳ Astenuti (% su iscritti) | ↳ Astenuti (% su iscritti)                | ↳ Astenuti (% su iscritti) | 21 432                  | 26,05                   |
|                            |                                           |                            |                         |                         |
|                            | Esito: collegio confermato a Conservatore |                            |                         |                         |

| Partito                    | Partito                                         | Candidato                  | Risultati 7 maggio 2015 | Risultati 7 maggio 2015 |
| Partito                    | Partito                                         | Candidato                  | Voti                    | %                       |
| -------------------------- | ----------------------------------------------- | -------------------------- | ----------------------- | ----------------------- |
|                            | Conservatore                                    | James Heappey              | 26 247                  | 46,13                   |
|                            | Lib Dem                                         | Tessa Munt                 | 18 662                  | 32,80                   |
|                            | UKIP                                            | Helen Hims                 | 5 644                   | 9,92                    |
|                            | Laburista                                       | Chris Inchley              | 3 780                   | 6,64                    |
|                            | Verdi                                           | Jon Cousins                | 2 331                   | 4,10                    |
|                            | Indipendente                                    | Paul Arnold                | 83                      | 0,15                    |
|                            | Birthday                                        | Dave Dobbs                 | 81                      | 0,14                    |
|                            | Indipendente                                    | Gypsy Watkins              | 76                      | 0,13                    |
|                            |                                                 |                            |                         |                         |
| Iscritti                   | Iscritti                                        | Iscritti                   | 79 364                  | 100,00                  |
| ↳ Votanti (% su iscritti)  | ↳ Votanti (% su iscritti)                       | ↳ Votanti (% su iscritti)  | 56 904                  | 71,70                   |
| ↳ Astenuti (% su iscritti) | ↳ Astenuti (% su iscritti)                      | ↳ Astenuti (% su iscritti) | 22 460                  | 28,30                   |
|                            |                                                 |                            |                         |                         |
|                            | Esito: collegio passa da Lib Dem a Conservatore |                            |                         |                         |

| Partito                    | Partito                                         | Candidato                  | Risultati 6 maggio 2010 | Risultati 6 maggio 2010 |
| Partito                    | Partito                                         | Candidato                  | Voti                    | %                       |
| -------------------------- | ----------------------------------------------- | -------------------------- | ----------------------- | ----------------------- |
|                            | Lib Dem                                         | Tessa Munt                 | 24 560                  | 43,99                   |
|                            | Conservatore                                    | David Heathcoat-Amory      | 23 760                  | 42,56                   |
|                            | Laburista                                       | Andy Merryfield            | 4 160                   | 7,45                    |
|                            | UKIP                                            | Jake Baynes                | 1 711                   | 3,06                    |
|                            | BNP                                             | Richard Boyce              | 1 004                   | 1,80                    |
|                            | Verdi                                           | Chris Briton               | 631                     | 1,13                    |
|                            |                                                 |                            |                         |                         |
| Iscritti                   | Iscritti                                        | Iscritti                   | 79 465                  | 100,00                  |
| ↳ Votanti (% su iscritti)  | ↳ Votanti (% su iscritti)                       | ↳ Votanti (% su iscritti)  | 55 864                  | 70,30                   |
| ↳ Astenuti (% su iscritti) | ↳ Astenuti (% su iscritti)                      | ↳ Astenuti (% su iscritti) | 23 601                  | 29,70                   |
|                            |                                                 |                            |                         |                         |
|                            | Esito: collegio passa da Conservatore a Lib Dem |                            |                         |                         |

### Elezioni negli anni 2000
| Partito                    | Partito                                   | Candidato                  | Risultati 5 maggio 2005 | Risultati 5 maggio 2005 |
| Partito                    | Partito                                   | Candidato                  | Voti                    | %                       |
| -------------------------- | ----------------------------------------- | -------------------------- | ----------------------- | ----------------------- |
|                            | Conservatore                              | David Heathcoat-Amory      | 23 071                  | 43,56                   |
|                            | Lib Dem                                   | Tessa Munt                 | 20 031                  | 37,82                   |
|                            | Laburista                                 | Dan Whittle                | 8 288                   | 15,65                   |
|                            | UKIP                                      | Steve Reed                 | 1 575                   | 2,97                    |
|                            |                                           |                            |                         |                         |
| Iscritti                   | Iscritti                                  | Iscritti                   | 77 889                  | 100,00                  |
| ↳ Votanti (% su iscritti)  | ↳ Votanti (% su iscritti)                 | ↳ Votanti (% su iscritti)  | 52 965                  | 68,00                   |
| ↳ Astenuti (% su iscritti) | ↳ Astenuti (% su iscritti)                | ↳ Astenuti (% su iscritti) | 24 924                  | 32,00                   |
|                            |                                           |                            |                         |                         |
|                            | Esito: collegio confermato a Conservatore |                            |                         |                         |

| Partito                    | Partito                                   | Candidato                  | Risultati 7 giugno 2001 | Risultati 7 giugno 2001 |
| Partito                    | Partito                                   | Candidato                  | Voti                    | %                       |
| -------------------------- | ----------------------------------------- | -------------------------- | ----------------------- | ----------------------- |
|                            | Conservatore                              | David Heathcoat-Amory      | 22 462                  | 43,77                   |
|                            | Lib Dem                                   | Graham Oakes               | 19 666                  | 38,32                   |
|                            | Laburista                                 | Andy Merryfield            | 7 915                   | 15,42                   |
|                            | UKIP                                      | Steve Reed                 | 1 104                   | 2,15                    |
|                            | Wessex Regionalist                        | Colin Bex                  | 167                     | 0,33                    |
|                            |                                           |                            |                         |                         |
| Iscritti                   | Iscritti                                  | Iscritti                   | 74 153                  | 100,00                  |
| ↳ Votanti (% su iscritti)  | ↳ Votanti (% su iscritti)                 | ↳ Votanti (% su iscritti)  | 51 314                  | 69,20                   |
| ↳ Astenuti (% su iscritti) | ↳ Astenuti (% su iscritti)                | ↳ Astenuti (% su iscritti) | 22 839                  | 30,80                   |
|                            |                                           |                            |                         |                         |
|                            | Esito: collegio confermato a Conservatore |                            |                         |                         |

## Risultati dei referendum

### Referendum sulla permanenza del Regno Unito nell'Unione europea del 2016
|             | Collegio | Lasciare UE % | Rimanere in UE % |
| ----------- | -------- | ------------- | ---------------- |
|             | Wells    | 53,4%         | 46,6%            |
| Inghilterra | 53,3%    | 46,7%         |                  |
| Regno Unito | 51,9%    | 48,1%         |                  |